# 9223372036854775807
9,223,372,036,854,775,807相当于{\displaystyle 2^{63}-1}，尽管可以写成{\displaystyle 2^{n}-1}的形式，但这个数字并不是梅森質数。

## 在计算机科学中
数字9223372036854775807写成十六进制是7FFF,FFFF,FFFF,FFFF16，这是计算机运算中最大的64位整数。对于现代计算机上所运行的许多编程语言而言，这个数字也是长整型（long，long int，long long int或bigint）变量所能赋的最大值。在运行程序时出现该数字一般代表出现错误，例如条件溢出或数值丢失等。在一些游戏中，一些数字的最大值（例如伤害）会由于64位整数的限制而成为9223372036854775807，例如崩坏学园2的922京伤害。
此数字同时也是64位处理器采取带符号扩展内存寻址（x86-64架构称此为扩展标准型寻址）所能使用的最大正符号地址。由于该数字是一个奇数，因此出现该数字往往意味着内存地址的错误偏离。在调试模式下此数字还被用作未分配内存空间的默认初始化值。
在Unix等操作系统所使用的C标准库中，头文件Time.h定义了数据类型time_t，该类型通常由32位或64位带符号整型实现，主要用于记录自Unix纪元1970年1月1日0时0分0秒（UTC）到目前为止的秒数。采用32位time_t的系统会出现所谓2038年问题，因此很多新的程序实现都选择迁移到64位版本，此版本的time_t最大的取值就是9223372036854775807（263 − 1），足够记录到2900亿年后的292277026596年12月4日15时30分08秒（UTC）。
其它系统采用64位带符号整型记录自某个纪元到目前为止的滴答数（tick），一些系统（如Java标准库）约定1次滴答等于1毫秒，这样约定的时间系统可以使用到大约2.92亿年后；另一些系统（如Win32）约定1次滴答等于100纳秒，此系统所能覆盖的时间范围是纪元前后29227年。

### PayPal系统错误
2013年7月PayPal因系统错误而从用户Chris Reynolds的账号上扣除了92233万亿美元（具体扣除的金额是92,233,720,368,547,940.25美元，比263 − 1美分多出了182.18美元，扣除后账户余额为-92,233,720,368,547,800.00美元；相比之下，2012年美国全国的GDP总额“只有”16.24万亿美元）。PayPal后来更正了这一错误，并承诺将向Chris Reynolds指定的慈善团体提供一份捐助。